# فابيو بورييلو
فابيو بورييلو (بالإيطالية: Fabio Borriello)‏ هو لاعب كرة قدم إيطالي في مركز الدفاع، ولد في 16 ديسمبر 1985 في نابولي في إيطاليا. لعب مع إيه سي ميلان ونادي لوغانو.